# John McClamrock
John McClamrock (24 de marzo de 1956 – 18 de marzo de 2008) fue un jugador de fútbol americano de la escuela secundaria de Dallas, siendo un jugador excelente en la posición en la que solía ser asignado por su entrenador, que recibió la atención de los medios especializados y la simpatía de muchos estadounidenses después de un accidente con un vehículo tripulado en el que lo dejó con una parálisis casi total en 1973.

## Antecedentes
McClamrock, residente de Preston Hollow, asistió a la escuela secundaria Hillcrest . El 17 de octubre de 1973, un accidente durante un partido de fútbol le provocó una grave lesión en la que quedó paralizado del cuello para abajo . Cientos de estudiantes de Hillcrest lo visitaron en el Presbyterian Hospital luego de su lesión. Varias escuelas del área de Dallas realizaron juegos benéficos en honor a McClamrock. Los periódicos locales cubrieron la historia de McClamrock. El propietario de la cadena Bonanza Steakhouse de la zona celebró un "Día de Johnny McClamrock" en el que el 10% de las ventas se destinaron a un fondo médico. Hillcrest High School realizó numerosos eventos benéficos en su honor. McClamrock recibió tarjetas de felicitación de personas de todo Estados Unidos. El presidente Richard Nixon envió a McClamrock una carta de condolencias. Por el resto de su vida, la madre de McClamrock, Ann Logan "Pretty Annie" McClamrock, cuidó de él. McClamrock, con la ayuda de familiares y tutores, se graduó de la escuela secundaria en 1975. Vivió en el mismo vecindario por el resto de su vida, bajo el cuidado de su madre Ann. Su estado le impedía ser colocado en posición vertical. Más tarde en su vida, los residentes nuevos y más ricos que se mudaron al área y reemplazaron a las personas que conocían a McClamrock inicialmente desconocían la presencia y la historia de McClamrock.

## Muerte y secuelas
McClamrock murió de problemas respiratorios en el Kindred Hospital de Dallas el 18 de marzo de 2008. Ann murió el 13 de mayo de 2008, a la edad de 89 años. El hermano de McClamrock, Henry, dijo que su madre decidió que "su trabajo había terminado". En noviembre de 2010, Douglas E. Abrams nombró a Ann como Héroe Deportiva Juvenil del Mes en el sitio web MomsTeam.com.
En junio de 2011, la junta del Distrito Escolar Independiente de Dallas (DISD) votó en contra de cambiar el nombre del Franklin Stadium en Hillcrest en honor a John McClamrock, siendo criticada la susodicha situación puesto que era un héroe local. En abril de 2025, la junta del DISD votó en favor de cambiar el nombre del Franklin Stadium en honor a John McClamrock.

## Televisión y cine
El episodio de Six Million Dollar Man de 1976 "The Bionic Boy", sobre un joven atleta lesionado que recibe implantes biónicos, es una referencia y un tributo a John McClamrock, quien había ocupado un lugar destacado en las noticias durante ese período.
El 8 de mayo de 2010, NFL Network emitió un artículo llamado A Still Life on John y su madre Ann McClamrock para su programa de televisión NFL Total Access: Week in Review . Narró Billy Bob Thornton .
Se ha anunciado que George Robinson interpretará a John en la película Still Life, basada en el artículo de no ficción del Texas Monthly del mismo nombre escrito por Skip Hollandsworth en 2009, sobre John y su madre Ann.